# Museo archeologico nazionale della Basilicata
Il Museo archeologico nazionale della Basilicata Dinu Adameşteanu è un museo archeologico inaugurato nel 2005 a Potenza, nel restaurato palazzo Loffredo. Il museo è dedicato a Dinu Adameșteanu, archeologo rumeno che fu il primo soprintendente della Basilicata (1964-1977).
Dal dicembre 2014 il Ministero per i beni e le attività culturali lo gestisce tramite il Polo museale della Basilicata, nel dicembre 2019 divenuto Direzione regionale Musei.

## Descrizione
Il museo offre un quadro generale dei ritrovamenti archeologici dell'intera regione della Basilicata e un maggiore approfondimento sulla più antica storia del territorio di Potenza. L'esposizione si articola su due piani e segue un ordine cronologico e geografico.
- 11 e 7 secolo a.C.: Enotri sulla costa ionica; siti dell'Incoronata, a Pisticci e di Santa Maria d'Anglona, con oggetti datati all'inizio dell'età del ferro.
- VII secolo a.C.: colonizzazione greca sulla costa ionica; oggetti dalle colonie di Metaponto, fondata nel 640 a.C. e di Siris-Heraclea
- IX e VIII secolo a.C.: Enotri lungo le valli dei fiumi Agri e Sinni; necropoli con tombe a fossa (Aliano, Chiaromonte, Guardia Perticara);
- tra IX-VIII e IV secolo a.C.: Apuli sulla media valle del Bradano e del Basento
- tra VIII e V secolo a.C.: Peuketiantes nelle zone montuose della Basilica settentrionale interna (necropoli principesche di Baragiano e di Braida di Vaglio e abitato di Serra di Vaglio, presso Vaglio Basilicata.
- fine del V - IV secolo a.C.: Lucani nella zona settentrionale (santuario di Rossano di Vaglio)
- fine del IV secolo a.C.: conquista romana: oggetti dalla colonia latina di Venusia (Venosa), dal centro romano di Grumentum e dalle ville romane del territorio.

## Sede
Il Museo è ospitato da palazzo Loffredo, costruito dalla famiglia dei Guevara, signori feudali della città, tra la fine del XV e gli inizi del XVI secolo e passata alla famiglia Loffredo nel 1604. Nel XIX secolo ospitò uffici pubblici dell'Intendenza di Basilicata e fu quindi trasformato nel 1825 in sede del Real Collegio, retto dai gesuiti tra il 1850 e il 1860. Dopo l'unità d'Italia fu sede di liceo e del Conservatorio di musica intitolato a Gesualdo da Venosa. Di proprietà del comune di Potenza, è stato ceduto in uso alla Soprintendenza ai Beni archeologici della Basilicata per il museo nazionale.